# Skeksis
(Narratore nel film Dark Crystal)
Gli Skeksis sono una razza immaginaria apparsa per la prima volta nel film Dark Crystal, uscito nel 1982.
Successivamente sono comparsi in diverse opere derivate, tra cui manga, fumetti, romanzi e serie televisive. Furono ideati da Jim Henson e disegnati da Brian Froud, traendo ispirazione da rettili, uccelli e dai vizi capitali. Vennero rappresentati attraverso una combinazione di animatroni e attori in costume.
Separatisi dai pacifici Mistici, gli Skeksis si impadronirono del "Cristallo della Verità", il cuore del pianeta Thra. Scheggiandolo e abusandone, finirono per diffondere l’oscurità sul mondo. Furono inoltre responsabili quasi dell'estinzione dei Gelfling, che temevano potessero spodestarli, utilizzando contro di loro l’esercito dei Garthim.
Gli Skeksis sono creature megalomani ed egoiste, incapaci di fidarsi persino tra loro, ossessionate dalla gerarchia e dalla ricerca dell’immortalità.
Sebbene Dark Crystal abbia ricevuto recensioni contrastanti, gli Skeksis sono considerati tra i personaggi più iconici creati da Henson.

## Descrizione
Rapaci, capricciosi e crudeli, gli Skeksis incarnano il lato distruttivo e aggressivo degli UrSkeks, la specie da cui hanno origine. Al contrario, i Mistici rappresentano il loro lato creativo e passivo. A ogni Skeksis corrisponde un Mistico e, nel momento in cui uno dei due muore, anche l'altro perisce di conseguenza.
Il loro castello, che ospita il Cristallo Nero, si trova nella landa desolata di Skarith. Fisicamente, gli Skeksis hanno corpi squamosi e rettiliformi, con mascelle dotate di becco e quattro braccia. Indossano sempre pesanti mantelli, che non rimuovono mai e a cui ne aggiungono di nuovi nel tentativo di celare i loro corpi in continua decomposizione e apparire al contempo più minacciosi.
A differenza dei Mistici, che si vaporizzano dopo la morte, gli Skeksis si disgregano istantaneamente, in quanto privi di anima.
Sono materialisti puri, incapaci di comprendere concetti spirituali. Sebbene gli Skeksis considerino la loro separazione dai Mistici come un trionfo, sono consapevoli che tale scissione li ha condannati a una lenta agonia. Per contrastare il progressivo decadimento del loro corpo, hanno elaborato diversi metodi per prolungare la propria esistenza, tra cui l’assorbimento dell’essenza vitale dei Gelfling e dei Podling, usata come elisir, e l’esposizione alla luce dei tre soli di Thra, riflessa attraverso il Cristallo Nero.

## Creazione
Gli Skeksis furono tra le prime creature ideate da Jim Henson per Dark Crystal, ispirati da un’immagine di alcuni coccodrilli presente in un’edizione illustrata di The Pig-Tale di Lewis Carroll. Henson rimase colpito dall’idea di rettili elegantemente vestiti, intenti a conversazioni sofisticate durante macabri cocktail party.
I precursori degli Skeksis apparvero in una prima bozza di Henson intitolata The Mithra Treatment, dove venivano descritti come il gruppo dei "Reptus". Questi avrebbero preso il controllo della regione di Mithra con un colpo di Stato contro gli Eunaze (prototipi dei Gelfling), ormai indeboliti da generazioni dominate dal perbenismo. Henson li descriveva come una società totalitaria, composta da esseri "cupi di carattere, depravati, corrotti, feroci e crudeli gli uni con gli altri".Avrebbero vissuto rinchiusi in una cittadella che non abbandonavano mai, dedicando la loro esistenza all’ostentazione del potere e al controllo esclusivo delle risorse minerarie del mondo, grazie a un esercito di guerrieri corazzati.
Henson li descrisse nelle sue note con queste parole:
(Jim Henson)
Henson, inoltre, affermò che l’aspetto ripugnante degli Skeksis era in netto contrasto con il loro abbigliamento raffinato, composto da seta, broccato e merletto, e che tutto il loro potere risiedeva in un oggetto fisico, probabilmente costituito da magnetite.
Durante il Noreaster del 1978, costretto a rimanere per 72 ore in un albergo a causa della neve, Henson iniziò a sviluppare una visione più compiuta dei Reptus. Li rinominò “Skeksis” e modificò la loro relazione con i Bada (i maghi di Thra, in seguito ribattezzati urRu): da semplici oppressori, divennero rami distinti della stessa specie.
Aggiunse inoltre che, essendo creature incomplete, gli Skeksis non erano in grado di riprodursi naturalmente e tentavano quindi di creare nuovi membri della propria razza tramite esperimenti condotti su carcasse animali.
Questo nuovo abbozzo, intitolato The Crystal, fu successivamente rielaborato da Frank Oz, che introdusse l’elemento della rivalità tra due pretendenti al trono degli Skeksis, nominati “Mal” e “Mongra”.
Con la stesura della prima sceneggiatura, lo sceneggiatore David Odell perfezionò ulteriormente la società degli Skeksis, assegnando a ciascuno di essi un titolo o un mestiere specifico.
Henson desiderava inoltre che gli Skeksis parlassero una propria lingua artistica, con i dialoghi sottotitolati in inglese.
Gary Kurtz dichiarò che tale lingua era stata concepita dallo scrittore Alan Garner e si basava sull’lingua egizia,
mentre David Odell sostenne di averla ideata lui stesso, usando radici indo-europee. Tuttavia, l’idea venne abbandonata dopo che il pubblico della prima proiezione trovò i sottotitoli troppo distraenti.

### Design

Il costume del Generale skekUng, in mostra al Puppetry Arts Center di Atlanta, Georgia

Nel concepire questi personaggi, Henson si ispirò ai sette vizi capitali, ma poiché gli Skeksis erano dieci, alcuni vizi furono inventati ex novo o duplicati.
Sebbene ciò non sia esplicitato nel film, Henson aveva previsto che i tre Skeksis principali fossero affiancati da tre sostenitori ciascuno, formando così tre distinte fazioni di potere.
In origine, Brian Froud disegnò gli Skeksis ispirandosi all’aspetto dei pesci abissali, ma successivamente li ridisegnò per renderli “in parte rettili, in parte uccelli rapaci, in parte draghi”, dotandoli di uno “sguardo penetrante”.
Per suggerire la loro connessione con i Mistici, entrambe le specie furono concepite con una struttura corporea simile, ma gli Skeksis vennero caratterizzati da tratti più spigolosi e minacciosi.
A ciascuno Skeksis fu assegnato un ruolo ben definito, rappresentato anche tramite i paludamenti elaborati e variopinti che ne riflettevano la personalità.
L’intento di Froud era farli sembrare un incrocio tra i personaggi di una tragedia dell’Età di Giacomo I, Dorian Gray e Miss Havisham.
Nel descrivere l’abbigliamento degli Skeksis, Henson dichiarò:
(Jim Henson)

### Fabbricazione e riprese
Dal punto di vista tecnico, gli Skeksis erano le creature più complesse del film, con numerosi meccanismi interni alloggiati nella testa. Gran parte del lavoro fu svolto dallo scultore Lyle Conway, che in precedenza aveva realizzato bambole e girato spot pubblicitari utilizzando la tecnica del passo uno.
I burattini degli Skeksis erano alti due volte e mezzo rispetto a quelli dei Gelfling, e ciascuno veniva manovrato da un burattinaio principale, responsabile dei movimenti del corpo e della testa, supportato da una squadra di quattro assistenti che controllavano i movimenti facciali e oculari tramite cavi nascosti tra i paludamenti. Il burattinaio era nascosto all'interno del costume, con un braccio esteso lungo il collo e la testa della creatura, mentre l’intelaiatura del costume veniva fissata attorno ai suoi fianchi.
A causa della visuale limitata, ogni costume era dotato di un monitor collegato a una videocamera a circuito chiuso, che trasmetteva in tempo reale la scena in corso. I movimenti delle mani si ispiravano a quelli del truccatore Dick Smith, che aveva perso un dito dieci anni prima, e venivano realizzati tramite canne flessibili collegate a dispositivi di innesco manuale, che permettevano di controllare la flessione di ogni singolo dito.
Nelle inquadrature a campo lungo, in cui gli Skeksis camminano, essi venivano interpretati da attori affetti da nanismo.
Sotto la supervisione della costumista Sarah Bradpiece, i vestiti degli Skeksis furono concepiti per riflettere la loro natura di esseri supremi ma decadenti. Bradpiece realizzò i costumi utilizzando sete pregiate, velluti, merletti, broccati, pellicce e piume esotiche. Alcuni gioielli furono creati fondendo soldatini di plastica. Una volta assemblati, i costumi vennero volutamente strappati e macchiati con vernice e sporco artificiale per accentuarne l'aspetto logoro e decadente.
La scena del banchetto degli Skeksis fu l’ultima a essere girata: i burattinai la interpretarono con particolare entusiasmo, sfogandosi dopo mesi di riprese. Mentre nelle altre scene i costumi venivano trattati con grande cura, in questa occasione furono deliberatamente sporcati con spaghetti rancidi e zuppi d’acqua, anche perché il lattice che componeva la “pelle” degli Skeksis stava già iniziando a deteriorarsi.

## Lista
| Nome     | Ruolo                                    | Controparte Mistica       | Descrizione | Note | Burattinaio | Doppiatore originale                        | 1ª app.                                |              |
| -------- | ---------------------------------------- | ------------------------- | --- | --- | --- | ------------------------------------------- | -------------------------------------- | ------------ |
| skekSo   | Imperatore                               | urSu il maestro           | Il sovrano crudele, egoista e paranoico degli Skeksis, costantemente tormentato dalla paura della morte e dal sospetto di essere tradito dai suoi subordinati. Inizialmente il suo governo appare benevolo: accoglie numerosi Gelfling a corte, guida processioni di danza e partecipa a tornei, che immancabilmente vince. Tuttavia, la sua ossessione per l'immortalità lo induce a sperimentare con le energie nocive del Cristallo Nero, provocando il progressivo deterioramento del suo corpo. | Il suo scettro fu disegnato ispirandosi all'uroburo, ma con un cerchio spezzato, a simboleggiare la rottura dell'equilibrio naturale. Nel descrivere il punto di vista del personaggio, il doppiatore Jason Isaacs chiese retoricamente se un leone che si nutre di una zebra possa essere considerato malvagio, sottolineando che la crudeltà di skekSo nasce in realtà dal suo istinto di sopravvivenza. | Jim Henson (DC) Dave Chapman (DC:R) | Jerry Nelson (DC) Jason Isaacs (DC:R)       | Dark Crystal                           |              |
| skekSil  | Ciambellano                              | urSol il cantore          | Responsabile della gestione del patrimonio dell’Imperatore, skekSil è uno degli Skeksis più manipolativi e intriganti, capace di agire nell’ombra per accrescere il proprio status sociale. È il principale rivale di skekUng, il generale dei Garthim. Indossa paludamenti rossi, ha una vistosa gobba e un collare in pizzo nero. | Essendo l’antagonista principale del film, il burattino che rappresentava il Ciambellano era il più complesso tecnicamente tra gli Skeksis, dotato di ben ventuno componenti elettronici. Richiedeva l’intervento di quattro assistenti per essere manovrato, rispetto ai due previsti per gli altri personaggi. All’epoca era considerata la marionetta più avanzata mai realizzata per il cinema, con occhi, palpebre, sopracciglia, becco e mani tutti articolati tramite dispositivi pneumatici. Frank Oz dichiarò in un’intervista di avere un debole per skekSil, descrivendolo come un cattivo che “ucciderebbe sua madre, ma con un sorriso sul volto” — un’espressione che, secondo Oz, doveva necessariamente riflettersi nel design del personaggio. Il suo scettro è ispirato a un maṇḍala. | Frank Oz (DC) Kat Smee (DC:R) Warrick Brownlow-Pike (DC:R) | Barry Dennen (DC) Simon Pegg (DC:R)         | Dark Crystal                           |              |
| skekUng  | Generale dei Garthim                     | urIm il guaritore         | Dopo skekSo, è fisicamente lo Skeksis più forte, forse grazie alla sua capacità di assumere posizioni di armonia geometrica difficili da replicare per gli altri della sua specie. Insieme a skekTek, è uno dei creatori dei Garthim. Indossa paludamenti scuri, un collare rosso e una collana fatta di ossa. | Sebbene Jim Henson l’avesse concepito come un personaggio spaventoso, il burattinaio Dave Goelz scelse di interpretarlo come un militare incompetente, abituato ad assumere il comando ma sempre circondato da scagnozzi pronti a rimediare ai danni da lui stesso provocati. | Dave Goelz (DC) | Michael Kilgarriff                          | Dark Crystal                           |              |
| skekZok  | Maestro delle cerimonie                  | urZah il custode del rito | Fanatico religioso, vanitoso e solenne, è sempre pronto a infliggere punizioni con sadico entusiasmo ai suoi compagni per ogni loro errore. Si vanta di essere il consigliere più fidato di skekSo e tenta di controllare gli altri Skeksis tramite false profezie e apparizioni mistificatorie, scoprendo però troppo tardi che essi non ripongono alcuna fiducia nelle sue divinazioni, preferendone di proprie. Indossa paludamenti dorati decorati con ornamenti a forma di mezzaluna, un collare rosso e un copricapo sormontato da una piuma color crema. | Froud inserì nel design del personaggio un elmo con un cerchio spezzato, a simboleggiare la visione frammentata del mondo tipica della sua specie. I suoi paludamenti, cuciti con lamé d’oro, si ispirano ai paramenti ecclesiastici. | Jim Henson (DC) Victor Yerrid (DC:R) | Jerry Nelson (DC) Keegan-Michael Key (DC:R) | Dark Crystal                           |              |
| skekTek  | Scienziato                               | urTih l'alchimista        | Genio ossessivo e privo di scrupoli morali, è disposto a tutto pur di portare avanti le sue invenzioni diaboliche, concepite per lo più allo scopo di trasferire l’energia vitale da un organismo all’altro. Temuto dagli altri Skeksis, che lo considerano folle e incomprensibile, è responsabile di esperimenti estremi, tra cui la modificazione chirurgica delle corde vocali degli schiavi Podling per farne membri del coro. Gli è inoltre affidato il compito di trovare metodi per prolungare l’esistenza degli Skeksis. È co-creatore, insieme a skekUng, dei temibili soldati Garthim. | Ha un legame passato con la profetessa Aughra: fu infatti il suo predecessore UrSkek, TekTih, ad aiutarla a costruire l’osservatorio. Ferita dal tradimento del suo antico amico, Aughra afferma che l’intelletto dello scienziato non è altro che un vano tentativo di decifrare la conoscenza frammentaria ereditata dalla sua metà UrSkek. Indossa paludamenti color crema, con una gobba composta da ossa. Ha sostituito un braccio, una gamba e parte del proprio sistema circolatorio con impianti meccanici. | I suoi paludamenti si ispirano alla struttura di una sedia a rotelle e a una scultura futurista italiana. Steve Whitmire, che animava il personaggio, ha dichiarato in un’intervista che la voce dello scienziato era ispirata a quella di Peter Lorre, e che le sue urla di morte erano così dolorose da emettere che Henson insistette affinché le ripetesse durante le riprese — un gesto che Whitmire attribuì al lato sadico, “Ernie”, del regista. | Steve Whitmire (DC) Olly Taylor (DC:R)      | Steve Whitmire (DC) Mark Hamill (DC:R) | Dark Crystal |
| skekAyuk | Buongustaio                              | urAmaj il cuoco           | Responsabile della preparazione dei banchetti, che organizza insieme a squadre di schiavi maltrattati, è specializzato in spezie, liquori dolci e salse cremose. La sua ghiottoneria nasce da una profonda paura della morte, che nei momenti di rabbia può trasformarlo in uno degli Skeksis più pericolosi se messo alle strette. Indossa paludamenti color oro scuro con un grande collare bianco. | La fisionomia del buongustaio fu modellata sul volto dell’attore Robert Morley. In Dark Crystal - La resistenza, è stato l’unico Skeksis ad essere interpretato dallo stesso burattinaio del film originale. | Louise Gold | Thick Wilson (DC) Harvey Fierstein (DC:R)   | Dark Crystal                           |              |
| skekEkt  | Artista                                  | urUtt il tessitore        | Individuo vanitoso, è disposto a provocare la morte di centinaia di uccelli pur di ottenere le piume necessarie a confezionare un solo mantello. È anche l'inventore di una pasta cosmetica composta da sangue raggrumato e diamante polverizzato, utilizzata per ringiovanire la pelle. Alleato del ciambellano skekSil, è da lui descritto come "troppo decadente e perverso per riuscire a ottenere obbedienza". Indossa paludamenti verde chiaro riccamente ingioiellati. | | Brian Meehl (DC) Alice Dinnean (DC:R) | Brian Meehl (DC) Alice Dinnean (DC:R)       | Dark Crystal                           |              |
| skekOk   | Storico                                  | urAc lo scrivano          | Lo Skeksis più piccolo e disonesto, è solito riscrivere i documenti storici per compiacere i suoi alleati, fino a far scomparire del tutto la verità. È molto orgoglioso dei suoi capelli bianchi, poiché molti dei suoi compagni sono ormai calvi da tempo. Indossa paludamenti scuri realizzati con pagine plissettate, un monocolo e tre paia di occhiali fissati sul becco. | | Bob Payne (DC) Neil Sterenberg (DC:R) | John Baddeley (DC) Neil Sterenberg (DC:R)   | Dark Crystal                           |              |
| skekNa   | Signore degli schiavi                    | urNol l'erborista         | Responsabile della manutenzione degli schiavi e della selezione dei cantanti per il coro dei Podling, si vanta di avere un buon orecchio musicale. È inoltre incaricato di procurare agli Skeksis gli spuntini necessari a placare la loro fame perpetua. È riconoscibile per una pezza che copre un occhio mucillaginoso e un uncino al posto di una mano, e indossa paludamenti color crema decorati con inserti in cuoio nero e viola. | | Mike Quinn | David Buck                                  | Dark Crystal                           |              |
| skekShod | Tesoriere                                | urYod l'indovino          | Un individuo eccentrico che misura il passare del tempo non con l'orologio, ma attraverso i doni che riceve. Parla raramente e, più che con le parole, ottiene ciò che desidera mediante la corruzione. Indossa paludamenti scuri e un ampio collare ornato di gemme d'argento e pizzo bianco. | | Timothy D. Rose | Charles Collingwood                         | Dark Crystal                           |              |
| skekLach | Esattore                                 | urSen il monaco           | Responsabile della raccolta dei tributi, skekLach è avida e materialista, e presenta vistose pustole sul volto. | Il personaggio viene introdotto nel manga Legends of the Dark Crystal come un cacciatore di Gelfling. In Dark Crystal - La resistenza, ha un genere ambiguo ed è incaricata della riscossione delle decime. | Helena Smee | Awkwafina                                   | Legends of the Dark Crystal            |              |
| skekVar  | Generale                                 | urMa il pacificatore      | Inizialmente ambasciatore degli Skeksis,, skekVar è un individuo alto e bellicoso, incline a preferire la forza bruta agli intrighi, un tratto che lo pone in contrasto con il ciambellano skekSil. | Il generale fu concepito da Jeffrey Addiss come rivale di skekSil, anticipando l'inimicizia tra il ciambellano e skekUng, come vista nel film originale. Javier Grillo-Marxuach spiegò che skekVar rappresenta "il conflitto del militarismo", possedendo il potere ma essendo frenato dall'imperatore. Essendo un personaggio militare, l'aspetto di skekVar fu ispirato a quello di un generale a quattro stelle, con paludamenti più vistosi rispetto ai suoi compagni, a simboleggiare le sue abilità belliche. Kevin Clash, l'interprete del personaggio, si ispirò a John Wayne e Colin Powell per i movimenti e la postura di skekVar. | Kat Smee Kevin Clash | Benedict Wong                               | Legends of the Dark Crystal            |              |
| skekMal  | Cacciatore                               | urVa l'arciere            | skekMal è uno Skeksis ossessionato dalla caccia, con una sete di violenza impareggiabile, perfino tra i suoi compagni. A differenza degli altri Skeksis, preferisce vivere fuori dal castello, poiché è temuto da tutti tranne che dall'imperatore. Porta una maschera di ossa e colleziona trofei presi da prede che ritiene degne, credendo che questi possano conferirgli la loro forza. In Dark Crystal - La resistenza, è apparso nell'episodio 1x05, She Knows All the Secrets [Scruta tutti i segreti] del 30 agosto 2019. | Il personaggio fu concepito da Halle Stanford durante la pre-produzione della serie animata scartata The Great Conjunction nel 2012, con l'intento di creare uno "Skeksis più spaventoso dell'imperatore". Poiché il personaggio era coinvolto in scene che evidenziavano il suo atletismo, skekMal fu l'unico Skeksis ad essere rappresentato con un burattino a tuta completa. Nella maggior parte delle scene, il costume fu indossato dallo stuntman Nick Kellington, mentre Kevin Clash si occupava dei movimenti della bocca. Per le scene di lotta, fu utilizzato un costume con una testa più leggera, indossato da Ian Kay. | Kevin Clash | Ralph Ineson                                | Shadows of the Dark Crystal            |              |
| skekGra  | Eretico (precedentemente, Conquistatore) | urGoh il viandante        | Inizialmente un individuo pericoloso e spietato, responsabile dell'espansione territoriale degli Skeksis, skekGra fu successivamente esiliato dal castello e dichiarato eretico per aver proposto di riunire gli Skeksis e gli urRu. Il suo cambiamento avvenne quando Thra gli mostrò una visione, insieme alla sua controparte urRu, urGoh, che rivelò loro il momento in cui erano un'unica entità. In quella visione, compresero di essere incompleti e che la condizione in cui erano finiti era terribile: se uno soffre, soffre anche l'altro. Dopo questa rivelazione, skekGra perse totalmente interesse per il potere e le conquiste, desiderando come unica cosa tornare a essere completo, come una volta. | | Damian Farrell | Andy Samberg                                | Dark Crystal: La resistenza            |              |
| skekLi   | Satirista                                | urLii il cantastorie      | Uno Skeksis esile, che indossa un anello su ciascun dito, connessi tra loro da catene decorate con pendenti. Porta anche un copricapo ornato da una piuma, con gli stessi pendenti che decorano le catene. | | |                                             | Song of the Dark Crystal               |              |
| skekSa   | Marinaio                                 | urSan il nuotatore        | Porta un cappello nero e verde piumato e una giacca di broccato ricamato in verde e oro. A differenza degli altri Skeksis, non risiede nel castello del Cristallo, preferendo navigare per il Mare d'Argento a bordo di un mostro marino che gli funge da nave. | Creato dallo scrittore J.M. Lee, il personaggio viene esplicitamente identificato con pronomi femminili. In un'intervista del 2019, Lee spiegò che la sua scelta di rappresentare skekSa come femmina fu in parte ispirata dalla novelizzazione del film originale di A.C.H. Smith, la quale descriveva gli Skeksis come asessuati, ma con una forma che conferisce loro un'identità di genere. | |                                             | Tides of the Dark Crystal              |              |

## Apparizioni

### Film
In Dark Crystal, gli Skeksis sono i padroni indiscussi del mondo di Thra, governandolo attraverso il Cristallo Nero. Anni prima degli eventi del film, hanno sterminato il pacifico popolo dei Gelfling con l'aiuto dei loro soldati Garthim, dopo aver appreso di una profezia che li prediceva spodestati proprio dai Gelfling. All'inizio del film, solo dieci Skeksis rimangono in vita dopo mille anni di dominio. Ormai decrepiti e con l'imperatore prossimo alla morte, attendono la terza Grande Congiunzione, ovvero l'allineamento millenario dei tre soli, nella speranza che questa possa conferire loro l'immortalità.
Quando l'imperatore muore, il generale dei Garthim, skekUng, prende il suo posto sul trono dopo uno scontro con il ciambellano, che viene successivamente esiliato. Le spie di skekUng trovano un Gelfling, Jen, nascosto nella cupola di Aughra, e skekUng manda i Garthim a catturarlo. Tuttavia, essi riportano solo Aughra. La posizione di skekUng viene ulteriormente indebolita dalla scarsa efficacia dell'essenza dei Podling nel ringiovanirlo e dal ritorno del ciambellano, che porta con sé la Gelfling Kira. Umiliato, skekUng è costretto a ripristinare il ciambellano al suo vecchio incarico, ma riafferma la sua autorità, contraddicendo le insistenze del maestro delle cerimonie di uccidere Kira immediatamente, optando invece per estrarne l'essenza.
Gli Skeksis si radunano nella sala del Cristallo Nero in attesa della terza Grande Congiunzione. Durante la cerimonia, scoprono che Kira è riuscita a fuggire dallo scienziato skekTek, che viene ucciso incidentalmente mentre cercava di estrarre la sua essenza. Inoltre, Jen è con lei e in possesso della scheggia che può guarire il Cristallo. Nella confusione che segue, gli Skeksis uccidono Kira e Jen reinserisce la scheggia nell'incavo del Cristallo. Con il Cristallo restaurato, il castello degli Skeksis inizia a sgretolarsi, i Garthim vengono distrutti e i Mistici ritornano. Le due specie si riuniscono, diventando gli UrSkeks. Per ringraziare Jen, resuscitano Kira prima di ascendere al loro pianeta d'origine, lasciando Thra a rifiorire nella sua antica gloria.

### Libri
L'origine degli Skeksis, che viene solo accennata nel film Dark Crystal, viene rivelata nel libro complementare The World of the Dark Crystal di Brian Froud. Mille anni dopo la creazione di Thra, il pianeta viene visitato da 18 UrSkeks attraverso un portale nel Cristallo della Verità, aperto durante la prima Grande Congiunzione. Questi esseri innescano la cosiddetta Era dell'armonia, civilizzando le razze indigene di Thra e costruendo un castello attorno al Cristallo. Tuttavia, tengono segreto il vero motivo del loro arrivo: sono stati esiliati dal loro pianeta d'origine dopo aver fallito nel controllare i loro impulsi oscuri e sono stati mandati su Thra per cercare la redenzione. Un millennio dopo, gli UrSkeks tentano di tornare sul loro pianeta e, simultaneamente, di liberarsi dai loro impulsi negativi posizionando una rete di specchi attorno al Cristallo della Verità, sperando che la luce prodotta dalla seconda Grande Congiunzione possa purificarli. Ma il risultato è la divisione degli UrSkeks in due nuove razze: gli Skeksis e i Mistici. In preda alla rabbia, gli Skeksis colpiscono il Cristallo, facendolo oscurare, e una Scheggia del Cristallo cade, venendo perduta.All'inizio del loro regno, gli Skeksis sono governanti festosi e generosi, invitando i Gelfling a partecipare nei loro tornei e banchetti. Contemporaneamente, tentano di creare un artefatto ancora più potente del Cristallo Nero, fabbricando un betilo chiamato Haakskeekah, che diventa oggetto di venerazione. Ma si accorgono presto che la loro divisione dagli UrRu li stia lentamente uccidendo e scoprono che il Haakskeekah è privo di potere. Inoltre, comprendono che la luce del Cristallo Nero ha la capacità di far fuoriuscire l'essenza vitale di chi vi è esposto. Così, gli Skeksis cominciano a rapire di nascosto i Gelfling e i Podling, utilizzando la loro essenza vitale come elisir per ringiovanirsi e riducendo le vittime in schiavi muti.I Gelfling consultano le fiamme della profezia e scoprono che uno di loro metterà fine al regno degli Skeksis con la Scheggia perduta del Cristallo. Per ostacolare la ricerca della Scheggia, gli Skeksis creano numerose schegge false e progettano i Garthim per sterminare i Gelfling.
Nella trasposizione letteraria del film di A.C.H. Smith, gli Skeksis parlano una propria lingua. Il libro indica anche che il maestro delle cerimonie, con il sostegno del tesoriere, inizia a progettare lo spodestamento di skekUng dopo la cattura di Kira. Per contrastarlo, skekUng progetta di promuovere il signore degli schiavi alla posizione di patriarca, una carica che supererebbe in grado sia il ciambellano che il maestro delle cerimonie.
La scoperta del piano degli Skeksis di schiavizzare i Gelfling viene esplorata nella quadrilogia scritta da J.M. Lee, a partire dal romanzo Shadows of the Dark Crystal. Ispirandosi alla trilogia del cavaliere oscuro, Lee decise di far apparire in ogni romanzo un numero limitato di Skeksis, ciascuno rappresentante un tema centrale di ogni libro. Il Gelfling Rian scopre il progetto degli Skeksis e fugge dal castello per avvertire il suo popolo. L'imperatore respinge le dichiarazioni di Rian come calunnie, ed esige che la All-Maudra, regina di tutti i clan di Gelfling, lo metta in processo per alto tradimento. In Song of the Dark Crystal, il satirista Skeksis, skekLi, forgia un'alleanza con i ragni Arathim per cacciare i Gelfling del clan di Grot dal loro regno e impossessarsi delle loro reliquie. In Tides of the Dark Crystal, dopo che la voce dell'inganno degli Skeksis si è diffusa fino alla corte di All-Maudra Mayrin, quest'ultima viene uccisa da skekZok e skekUng, che successivamente instaurano sua figlia Seladon come un monarca fantoccio.

### Fumetti
La storia degli Skeksis e degli UrSkeks, così come le complesse dinamiche di potere all'interno del loro regno, viene ulteriormente approfondita nei romanzi grafici The Dark Crystal: Creation Myths, che esplorano le origini degli Skeksis e i loro conflitti con i Mistici.
Nel secondo volume di questa serie, subito dopo la divisione tra Skeksis e Mistici, si assiste a un tragico evento: uno Skeksis uccide due Mistici, causando la morte di un altro Skeksis e la sua. I sedici Skeksis rimasti cacciano i Mistici dal castello, con l'eccezione di Aughra, che assiste alla scena. Aughra cerca di persuadere gli Skeksis a far ritornare i Mistici e a riunirsi con loro, ma gli Skeksis rifiutano, e colpiscono il Cristallo, facendo volare una Scheggia che rende impossibile la riunificazione. Nel terzo volume, si rivela come gli Skeksis abbiano ingannato i Gelfling e i Podling riguardo alle loro origini, facendo credere loro di essere stati assunti dagli UrSkeks come custodi del Cristallo. Quando una tribù di creature risvegliate dallo scheggiamento del Cristallo inizia a minacciare gli abitanti di Thra, gli Skeksis manipolano i Gelfling, convincendoli ad accettare il loro dominio in cambio di protezione.
In Legends of the Dark Crystal, un manga che si svolge dopo la scoperta della profezia, la civiltà Gelfling è ormai caduta e i Gelfling sono costretti a diventare nomadi per evitare i Garthim. Si sviluppa una rivalità tra i due principali cacciatori di Gelfling: l'esattore skekLach e il generale skekVar. skekLach, approfittando della situazione, cattura segretamente i Gelfling presi dal generale, assumendosi il merito della loro cattura e diventando il favorito della corte. Tuttavia, skekLach sta complottando contro l'imperatore, rubandogli l'essenza e cercando di incolpare skekVar per il furto. Questi eventi contribuiscono ad ampliare il quadro complesso di inganni, alleanze e lotte di potere che definiscono il mondo di Thra e gli Skeksis, continuando a sviluppare la trama dietro la profezia e la lotta dei Gelfling per la sopravvivenza.

### Serie tv
La serie Netflix Dark Crystal - La resistenza, ispirata liberamente ai romanzi di J.M. Lee, racconta come gli Skeksis riescano a ingannare Aughra, convincendola ad abbandonare Thra e a consegnare loro il Cristallo, che verrà sfruttato per secoli al fine di prolungare le loro vite, fino a esaurirne l’energia. Lo scienziato skekTek scopre come estrarre e utilizzare l’essenza vitale dei Gelfling, provocando una ribellione da parte di questi ultimi. La serie introduce lo Skeksis eretico skekGra, che vive in armonia con la sua controparte Mistica urGoh: entrambi i personaggi sono ispirati ai protagonisti di Paura e delirio a Las Vegas.

## Accoglienza

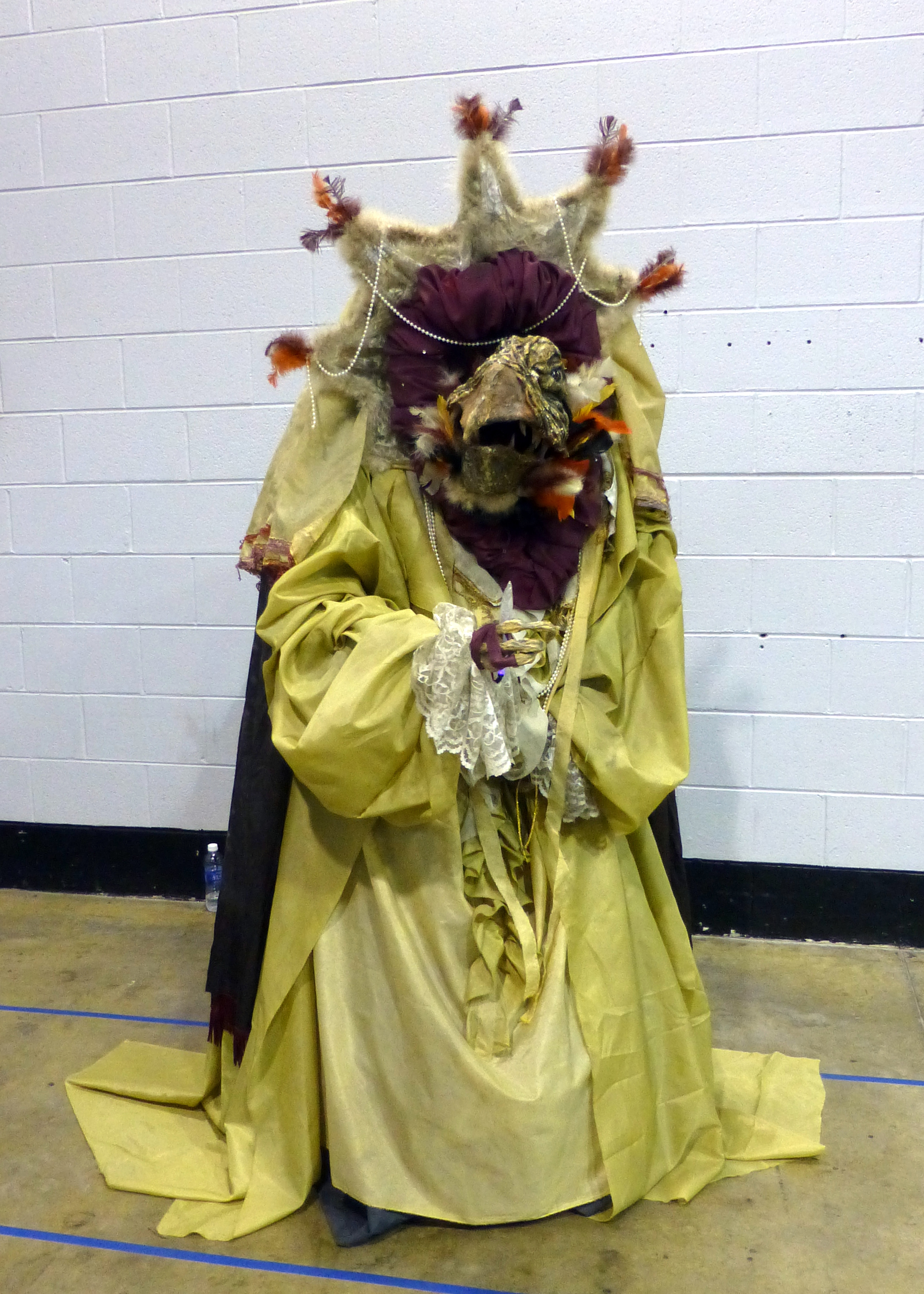
Cosplay di uno Skeksis al 2015 Wizard World Chicago

Il periodico Empire descrisse gli Skeksis come le creature meglio riuscite di Dark Crystal, affermando che impedivano al film di cadere in un "moralismo melenso" e che stimolavano una riflessione sulla "natura avara del male".
Il mensile britannico Total Film classificò gli Skeksis al 1º posto nella sua lista delle 30 migliori creazioni di Jim Henson, definendoli la sua invenzione "più iconica e più terrificante" e affermando che risultano "quasi fin troppo reali".
Syfy elogiò gli Skeksis come personaggi "ingiustamente trascurati in un pantheon di grandi antagonisti cinematografici", sottolineando come conservino la brutalità e la mostruosità tipiche dei cattivi delle fiabe classiche. David Elsey, tecnico degli effetti speciali per la serie TV Farscape, rese omaggio a Henson nell’episodio Fuori di testa, modellando gli Halosiani — creature aliene antagoniste — sugli Skeksis.
La rappresentazione degli Skeksis in Dark Crystal: La resistenza è stata accolta positivamente dalla critica. Samantha Nelson di The Verge ha scritto che gli Skeksis compensano la mancanza di caratterizzazioni distintive tra gli eroi della serie, mentre Collider li ha definiti "deliziosamente macabri e grotteschi". Il doppiaggio del Ciambellano da parte di Simon Pegg è stato unanimemente elogiato, con The Verge che lo ha definito "praticamente indistinguibile dalla versione di Barry Dennen nel film originale", mentre Rogerebert.com ha commentato: "Simon Pegg [...] riafferma lo status del Ciambellano come uno degli antagonisti più memorabili mai apparsi sullo schermo. Il suo atteggiarsi a innocente mentre supplica le sue vittime suggerisce un ibrido psicotico tra Grover e Miss Piggy, ma risulta ancora più inquietante quando parla con franchezza a Rian del fatto che ogni creatura vivente sarebbe disposta a tutto – incluso divorarsi a vicenda – pur di sfuggire alla morte". In contrasto, il doppiaggio dello Scienziato affidato a Mark Hamill è stato giudicato "cartonesco" e troppo simile a quello del Joker, personaggio che Hamill aveva precedentemente interpretato.

### Interpretazioni
Cheryl Henson, figlia secondogenita di Jim Henson, affermò che gli Skeksis e i Mistici rappresentavano per suo padre due aspetti distinti dell'industria dell'intrattenimento in cui operava: i Mistici simboleggiavano il lato creativo e giocoso, mentre gli Skeksis incarnavano quello stressante e legato agli aspetti finanziari.
Peter T. Chattaway, su Patheos, scrivendo da una prospettiva cristiana, interpretò gli Skeksis come rappresentazione del regno fisico, a causa del loro insaziabile desiderio di cibo e potere, in opposizione ai Mistici, portatori della dimensione spirituale.
Il professor Sidney Dobrin, pur definendo gli Skeksis "la personificazione del male", osserva che, attraverso l'abuso dell'ambiente e la tortura inflitta agli abitanti del pianeta, essi rappresentano la distruzione ecologica, in contrapposizione ai Mistici, che incarnano l'armonia con la natura.
Roxanne Harde dell'Università dell'Alberta interpreta gli Skeksis come personificazioni del potere secondo la concezione proposta da Michel Foucault nell'opera Bisogna difendere la società, in cui il potere è fondato principalmente sull'imposizione della forza. Harde osserva che gli Skeksis sembrano trarre piacere dalla conquista violenta delle risorse di Thra e che gli intrighi del Ciambellano rivelano quanto questa specie esalti le manovre politiche.
Gideon Haberkorn dell'Università Johannes Gutenberg di Magonza descrive gli Skeksis — con la loro decadenza, l'abuso della scienza e l'oppressione di specie più primitive — come una parodia della civiltà, in contrasto con i Mistici, che incarnano l'ideale del buon selvaggio.